# Міст Янло
Міст Янло (кит.: 武汉阳逻长江大桥) — висячий міст через річку Янцзи в місті Ухань, КНР.
Спроєктований компанією China Communications Construction і побудований при співпраці британської компанії Dorman Long. Загальна довжина моста 1 970 метрів, основний проліт довжиною 1 280 метрів. Міст входить в десятку  найдовших висячих мостів..